# Apospasta cailloisi
Apospasta cailloisi là một loài bướm đêm trong họ Noctuidae.